# ایمنی‌شناسی

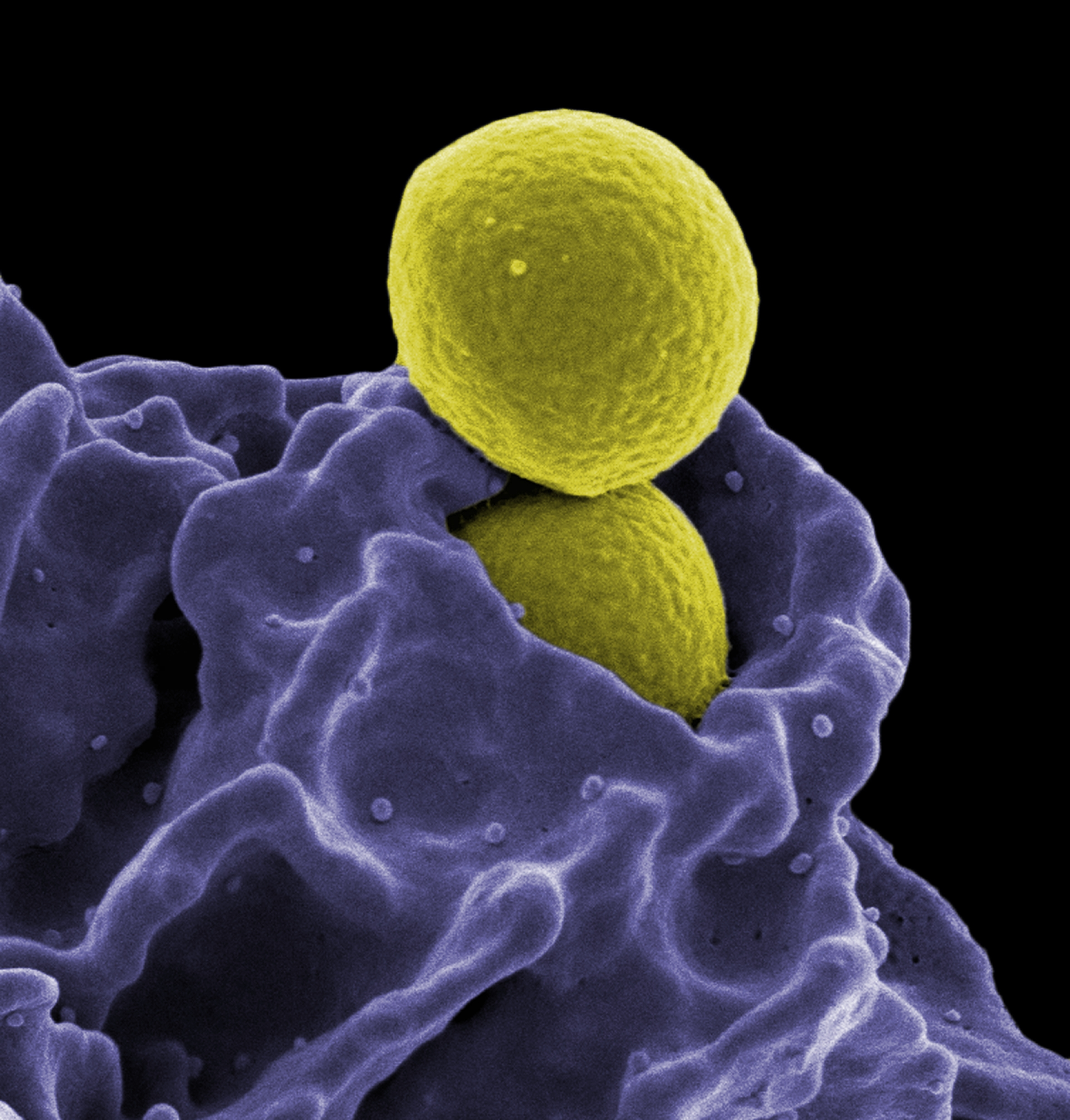
باکتری استافیلوکوکوس اورئوس (زرد) توسط نوتروفیل (بنفش) بلعیده می‌شود.

ایمنی‌شناسی یا ایمونولوژی (به انگلیسی: Immunology) یکی از رشته‌های تخصصی پزشکی است که به بررسی انواع واکنش ایمنی جانداران در برابر آنتی‌ژن‌های بیگانه و روند ایجاد مصونیت در برابر عوامل بیماری‌زا می‌پردازد.
این علم هم به جنبه‌های فیزیولوژیک پاسخ دفاعی بدن به عوامل بیگانه، و هم به جنبه‌های پاتولوژیک سیستم ایمنی، مانند بیماریهای خودایمنی، حساسیت، نقص ایمنی، واکسیناسیون، پیوند اعضاء و تحقیقات و درمان در زمینه سرطان می‌پردازد.

## سیستم ایمنی بدن

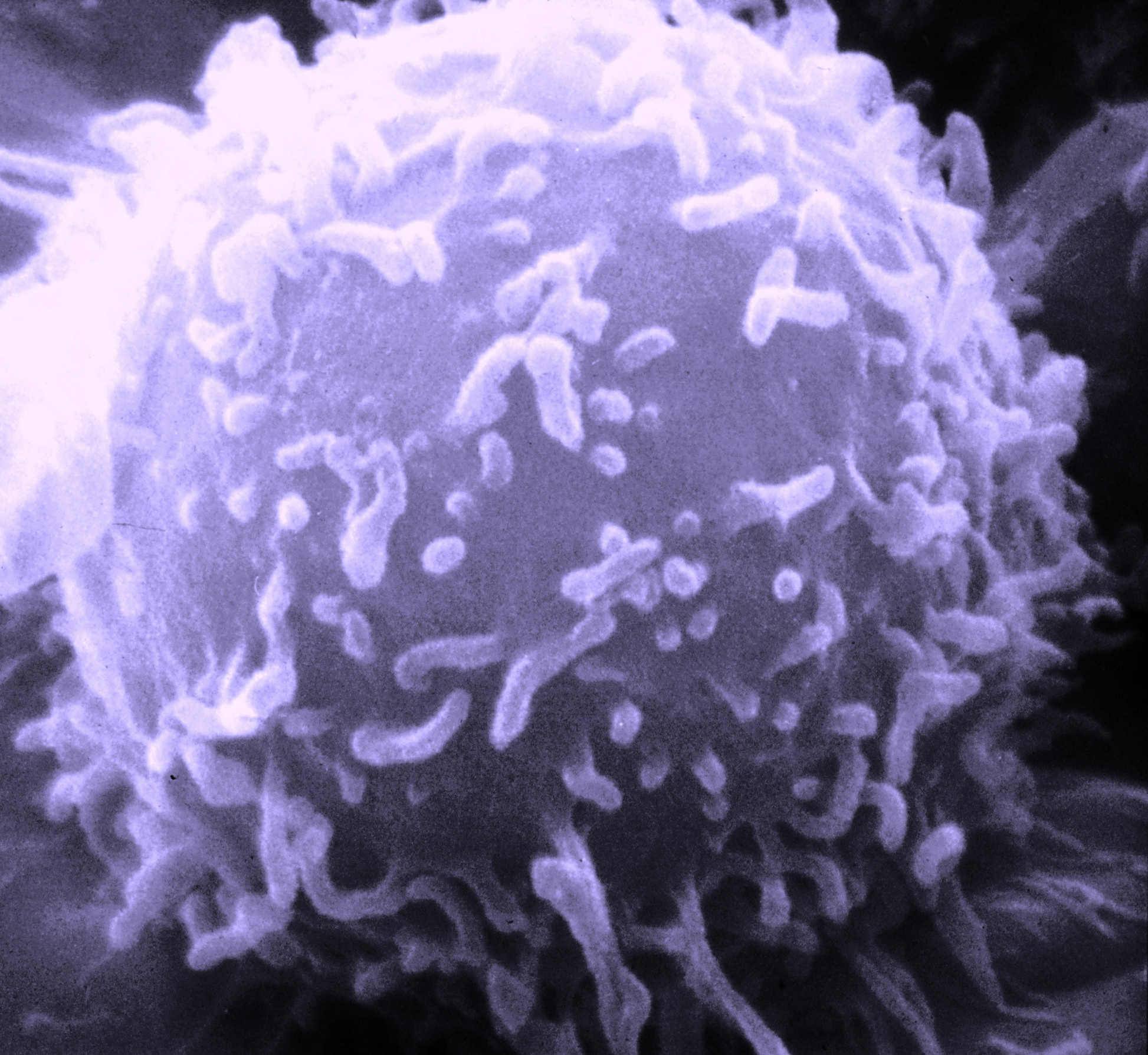
تصویر مربوط

سیستم ایمنی بدن، سیستمی پیچیده و بسیار دقیقی است که شامل اعضاء متنوع، با عملکردی متفاوت و مرتبط می‌باشند که در صورت کوچک‌ترین تداخل و ناهماهنگی در انجام وظایف اعضای آن، امکان پیدایش اختلالات و ظهور عوارضی وخیم و بعضاً غیرقابل برگشت وجود دارد.
از جمله اعضاء اصلی و فرعی این سیستم می‌توان به سلولها (مانند لنفوسیتها، مونوسیتها، ماکروفاژها و سلولهای فرعی و تخصصی دیگر)، بافت‌ها (بافتهای لنفاوی، بافت پوششی و …) و مولکول‌های محلول در خون (مانند آنتی‌بادی‌ها، کمپلمان و سیتوکاینها و …) اشاره کرد.
بخش‌های مختلف سیستم ایمنی بدن:
آدنوئیدها: شامل دو غده کوچک هستند که در قسمت پشتی بینی قرار دارند.
مغز استخوان: بافت نرم و اسفنج‌شکلی است که در حفره‌های استخوانی یافت می‌شود.
گره‌های لنفاوی: اندام‌های کوچک لوبیاشِکلی که در تمام بدن وجود دارند و از طریق رگ‌های لنفاوی به هم متصل می‌شوند.
عروق لنفاوی: شبکه‌ای از کانال‌ها در سراسر بدن هستند که لنفوسیت‌ها و مایع لنف را در سراسر بدن به گردش در می‌آورند.
لکه‌های پی‌یری: سلول‌هایی از جنس بافت لنفاوی هستند که در روده کوچک یافت می‌شوند.
طحال: اندامی به اندازه یک مشت است که در حفره شکمی قرار دارد.
تیموس: غده‌ای است که از دو لوب تشکیل شده و در جلوی نای و پشت استخوان سینه قرار می‌گیرد.
لوزه‌ها: دو توده بیضی‌شکل که در قسمت پشت گلو جای دارند.

## دفاع اختصاصی سیستم ایمنی بدن
در این مکانیسم، علاوه بر ماکروفاژها (در بافت) نوعی از گلبول‌های سفید به نام لنفوسیت‌ها نقش دارند که از سلول‌های بنیادین مغز استخوان (مغز قرمز استخوان) حاصل می‌شوند. لنفوسیت‌ها به‌طور اختصاصی عمل می‌کنند؛ یعنی نوع خاصی از عوامل بیگانه را شناسایی کرده و از بین می‌برند. لنفوسیت‌ها پس از به وجود آمدن نابالغ هستند و برای کسب ویژگی‌های لازم برای شناسایی و مبارزه با میکروب‌ها باید تکامل یابند. بر اساس محل کسب تکامل، لنفوسیت‌ها را به دو دستهٔ لنفوسیت‌های B و لنفوسیت‌های T تقسیم می‌کنند. لنفوسیت‌های B در مغز استخوان و لنفوسیت‌های T در تیموس تخصص یافته‌اند.
لنفوسیت‌های بالغ، توانایی شناسایی مولکول‌ها و سلول‌های خودی را از بیگانه و نیز مقابله با عوامل بیگانه را به‌دست می‌آورند و وارد جریان خون می‌شوند. لنفوسیت‌ها بر سطح خود، دارای گیرنده‌هایی هستند که از لحاظ شکل هندسی، مکمل نوع خاصی از آنتی‌ژن-که بر سطح عوامل بیگانه قرار دارد-است؛ به این ترتیب، هر لنفوسیت، با داشتن نوع خاصی گیرنده، آنتی‌ژن خاصی را شناسایی کرده و از بین می‌برد؛ به همین دلیل است که می‌گوییم که لنفوسیت‌ها به‌طور اختصاصی عمل می‌کنند. برخی از لنفوسیت‌ها بین لنف و خون در گردش‌اند، و برخی دیگر در گره‌های لنفی، طحال، لوزه‌ها و آپاندیس جمع می‌شوند.

## ایمنی ذاتی
ایمنی ذاتی، اولین خط دفاعی در برابر میکروب‌ها و عوامل خارجی است. مکانیسم‌های ایمنی ذاتی، قبل از برخورد با میکروب‌ها و شکل‌گیری پاسخ‌های ایمنی اکتسابی صورت می‌گیرد. ایمنی ذاتی به لحاظ تکاملی، قدیمی‌ترین سازوکار دفاعی در برابر میکروب‌ها به‌شمار می‌رود و همگام با میکروب‌ها تکامل یافته تا از تمام جانداران پرسلولی، نظیر گیاهان و حشرات، در برابر عفونت‌ها محافظت نماید.
اهمیت ایمنی ذاتی، در پاسخ اولیه به میکروب‌ها است که مانع از بروز عفونت در میزبان شده یا آن را کنترل و حذف می‌کند. اهمیت ایمنی ذاتی در دفاع میزبان، در مطالعاتی به اثبات رسیده‌است که نشان می‌دهند مهار یا کاهش کارکرد هر یک از مکانیسم‌های ایمنی ذاتی، سبب افزایش چشمگیر استعداد ابتلا به عفونت‌ها می‌شود حتی اگر سیستم ایمنی تطبیقی، سالم و دارای عملکرد باشد. بسیاری از میکروب‌های بیماری‌زا راهکارهایی را برای مقابله با ایمنی ذاتی کسب کرده‌اند، و این راهکارها برای قدرت بیماری‌زایی میکروب‌های مذکور اهمیت حیاتی دارند. در عفونت با این قبیل میکروب‌ها، دفاع‌های ایمنی ذاتی می‌توانند عفونت را در حالت مهارشده نگه دارند تا پاسخ‌های ایمنی تطبیقی فعال شوند. پاسخ‌های ایمنی تطبیقی-که قوی‌تر و تخصصی‌تر هستند-قادر به از‌بین‌بردن میکروب‌هایی هستند که در برابر مکانیسم‌های دفاعی ایمنی ذاتی مقاومت می‌کنند.

## سلول‌های ایمنی ذاتی
سیستم ایمنی ذاتی، شامل سدهای اپی‌تلیال، سلول‌های در گردش، سلول‌های بافتی و پروتئین‌های پلاسما، نوتروفیل‌ها، فاگوسیت‌های تک‌هسته‌ای و سلول‌های کشنده طبیعی (NK) هستند؛ این سلول‌ها به عوامل خارجی که از سدهای اپی‌تلیال عبور کرده و وارد بافت‌ها یا گردش خون شده‌اند هجوم می‌برند؛ اگر میکروب‌ها به گردش خون وارد شوند، توسط طیفی از پروتئین‌های پلاسما مورد هجوم قرار می‌گیرند. پروتئین‌های اصلی ایمنی ذاتی در گردش خون، پروتئین‌های سیستم کمپلمان و سایر پروتئین‌های پلاسما هستند که ساختارهای میکروبی را شناسایی می‌کنند.

## سلول‌های کشنده طبیعی
سلولهای NK، رده‌ای از سلول‌های مرتبط با لنفوسیت‌ها هستند که سلول‌های آلوده را شناسایی می‌کنند و با کشتن مستقیم این سلول‌ها یا ترشح سایتوکاین‌های التهابی، پاسخ می‌دهند. سلول‌های NK، شامل ۵ تا ۲۰٪ از سلول‌های تک‌هسته‌ای خون و طحال هستند؛ اصطلاح کشنده طبیعی، به این معنی است که اگر این سلول‌ها را از خون یا طحال جدا کنند، بدون نیاز به فعال‌سازی اضافی، می‌توانند سلول‌های هدف مختلف را بکُشند و نیازی به وجود خاطره نمی‌باشد.

### ایمنی هومورال

آنتی‌ژن و پادتن (آنتی‌بادی) مکمل آن

ایمنی هومورال بخشی از دفاع اختصاصی است که به مبارزه با باکتری‌ها و ویروس‌های موجود در مایعات بدن می‌پردازد و در آن، لنفوسیت‌های B نقش دارند. لنفوسیت‌های B هنگامی که برای نخستین بار یه آنتی‌ژنی متصل می‌شوند، رشد می‌یابند، تقسیم می‌شوند و طی تغییراتی به پلاسموسیت و سلول‌های B خاطره تبدیل می‌شوند. پلاسموسیت‌ها پروتئین‌هایی به نام پادتن ترشح می‌کنند که در خون محلول هستند. هر نوع پادتن به به نوع خاصی آنتی‌ژن متصل می‌شود و آن را از بین می‌برد. شیوه عمل پادتن‌ها گوناگون است؛ در بسیاری از موارد، پادتن با اتصال به آنتی‌ژن‌های سطح عامل بیگانه، از اتصال آن به سایر سلول‌های بدن جلوگیری می‌کند، و موجب می‌شود که میکروب به آسانی توسط ماکروفاژ بلعیده شود. سلول‌های B خاطره نیز در بدن در حالت آماده‌باش می‌مانند و در صورت برخورد دوباره با همان آنتی‌ژن، تعداد بیشتری پلاسموسیت و مقدار کمی سلول خاطره تولید می‌کنند. در نتیجه، پادتن با مقدار و سرعت بیشتر تولید می‌گردد و مبارزه با شدت بیشتری انجام می‌گیرد.

### ایمنی سلولی
مکانیسم ایمنی سلولی به مبارزه با سلول‌های آلوده به ویروس و باکتری و نیز سلول‌های سرطانی می‌پردازد؛ در این روش، لنفوسیت‌های T نقش دارند؛ این سلول‌ها پس از اتصال با آنتی‌ژنی خاص، تکثیر شده و انواعی از سلول‌های T را به وجود می‌آورند:
- لنفوسیت تی کشنده (سیتوتوکسیک): این سلول‌ها توانایی شناسایی و حملهٔ مستقیم را به سلول آلوده یا سرطانی دارند؛ آن‌ها با ترشح پروتئینی به نام پرفورین، منافذی را در این سلول‌ها ایجاد می‌کنند که به مرگ آن‌ها می‌انجامد.
- لنفوسیت تی کمک‌کننده: فراوان‌ترین نوع لنفوسیت‌های T می‌باشد که به اعمال دستگاه ایمنی کمک می‌کند؛ این سلول‌ها هدف ویروس HIV هستند.
- لنفوسیت تی تضعیف‌کننده: این سلول‌ها اعمال سلول‌های T کشنده و کمک‌کننده را کنترل می‌کنند و به پاسخ ایمنی خاتمه می‌دهند و از پاسخ‌های بیش از حد شدید، جلوگیری می‌کنند. روند پاسخ ایمنی

روند پاسخ ایمنی

- لنفوسیت تی خاطره: این سلول‌ها در حالت آماده‌باش در بدن می‌مانند و طریقهٔ مبارزه با ویروس را به نسل‌های بعدی انتقال می‌دهند.

## ایمنی درمانی یا ایمونوتراپی
تمام روش‌های درمانی، همچون: جراحی، قطع اندام، پرتودرمانی و شیمی‌درمانی، دارای عوارض زیادی از جمله، ریزش مو، تهوع، استفراغ، خارش پوست و افزایش احتمال عفونت به دنبال تضعیف سیستم ایمنی می‌باشد؛ در حالی که روش‌های بیولوژیک، غیر تهاجمی و مؤثر می‌باشد. استفاده از ایمنی‌درمانی یا ایمونوتراپی در درمان سرطان، یکی از روش‌های مورد مطالعه و مؤثر محسوب می‌شود که در این روش، تمرکز بر تقویت سیستم ایمنی می‌باشد. تقویت سیستم ایمنی، موجب کاهش رشد و جلوگیری از گسترش سلول‌های سرطانی می‌گردد؛ از جمله، سلول‌های مؤثر سیستم ایمنی بدن علیه سلول‌های سرطانی، سلول‌های کشنده طبیعی (NK) می‌باشد که جزء سلول‌های مهم ایمنی ذاتی در درمان سرطان به حساب می‌آید.

## ایمنی‌شناسی بالینی
ایمونولوژی بالینی، مطالعه بیماری‌های ناشی از اختلالات سیستم ایمنی بدن (شکست، اقدام نابجا و نیز رشد بدخیم از عناصر سلولی از سیستم) است؛ همچنین شامل بیماری‌های سیستم‌های دیگر بدن، که در آن‌ها واکنش سیستم دفاعی بدن نقشی در آسیب‌شناسی و ویژگی‌های بالینی دارد.
بیماری‌های ناشی از اختلالات سیستم ایمنی بدن، دو دسته است:
- نقص ایمنی، که در آن بخش‌هایی از سیستم ایمنی بدن موفق به ارائه پاسخ کافی (مثلاً بیماری گرانولوماتوز مزمن و بیماری‌های ایمنی اولیه) نمی‌شوند.
- خود ایمنی که در آن سیستم ایمنی سلول‌های بدن میزبان خود را در حملات (نمونه‌ها عبارتند از لوپوس اریتماتوی سیستمیک، آرتریت روماتوئید، بیماری هاشیموتو و میاستنی گراویس) مورد هدف قرار می‌دهد.
- دیگر اختلالات سیستم ایمنی بدن شامل حساسیت‌های بی جای مختلف (مانند آسم و آلرژی‌های دیگر) که واکنش نامناسب به ترکیبات بی‌ضرر هستند.

ایدز، نقص ایمنی است که با سرکوب CD4 + ("یاور") سلول‌های T، سلول‌های دندریتیک و ماکروفاژها توسط ویروس نقص ایمنی انسان (HIV) است. ایمنی‌شناسان بالینی نیز راه‌هایی برای جلوگیری از تلاش سیستم ایمنی بدن برای پس زدن عضو پیوندی را مطالعه می‌کنند.